# Eriopyga stenonephra
Eriopyga stenonephra là một loài bướm đêm trong họ Noctuidae.